# Лустринелли, Мауро
Ма́уро (Лу́стри) Лустрине́лли (итал. Mauro "Lustri" Lustrinelli; род. 26 февраля 1976, Беллинцона) — швейцарский футболист, работал главным тренером в молодёжной сборной Швейцарии. Участник чемпионата мира 2006 в составе сборной Швейцарии.

## Карьера

### Клубная
Начал профессиональную карьеру в клубе «Беллинцона» в 1994 году и играл за него до 2001 года. Затем перешёл в «Виль» и играл там в течение следующих трёх сезонов до перехода в «Тун» в 2004 году. В 2005 году стал вторым бомбардиром швейцарской Суперлиги с 20 голами, а также квалифицировался с клубом в Лигу чемпионов. В 2006 году подписал контракт с пражской «Спартой» до лета 2008 года, однако спустя год вернулся в Швейцарию, подписав контракт с «Люцерном». Спустя сезон летом 2008 года подписал трёхлетний контракт с «Беллинцоной», клубом, в котором начинал карьеру. 15 февраля 2010 года перешёл на правах аренды в «Янг Бойз», в котором сыграл 13 игр и забил 3 мяча. Летом 2010 года вернулся в «Беллинцону».

### В сборной
Благодаря выступлениям в составе «Туна» в Лиге чемпионов был вызван в национальную сборную и дебютировал за неё в августе 2005 года в товарищеском матче со сборной Норвегии. Был включён в состав команды на чемпионат мира 2006, прошедший в Германии. Несмотря на результативный сезон 2007/08 в «Люцерне» (16 голов), не был вызван в сборную для участия в чемпионате Европы 2008.

## Достижения
«Спарта»
- Кубок Чехии: 2005/06

## Интересные факты
- Имеет степень бакалавра в области делового администрирования и написал диссертацию об итальянской Серии A.